# Paul Gorski
Paul Gorski (* 4. Juli 1913; † August 1998) war ein deutscher Fußballspieler. Mit dem 1. FC Schweinfurt 05 gewann er in der Saison 1938/39 die Meisterschaft in der Gauliga Bayern und nahm an den Endrundenspielen um die deutsche Fußballmeisterschaft teil. Nach dem Zweiten Weltkrieg absolvierte er von 1945 bis 1953 in der damals erstklassigen Fußball-Oberliga Süd 223 Ligaspiele, in denen er 35 Tore erzielte.

## Laufbahn

### Gauliga Bayern
Paul Gorski stammt aus Westfalen und hatte mit dem Fußball bei Preußen 04 Wanne beziehungsweise Sportfreunde Wanne-Eickel angefangen. Beruflich verschlug es den beidfüssig schusskräftigen Mann vom linken Flügel 1935 nach Unterfranken, wo er sich in Schweinfurt den Grün-Schwarzen des FC 05 anschloss. An der Seite der herausragenden Leistungsträger der 05er, Andreas Kupfer und Albin Kitzinger, erfuhr Gorski – er spielte zumeist im damaligen WM-System an der linken Seite auf Halblinks oder Linksaußen – in der Saison 1938/39 den Meisterschaftsgewinn in der Gauliga Bayern. Am 2. April wurde das entscheidende Spiel bei Titelverteidiger 1. FC Nürnberg mit 2:1 Toren gewonnen. Acht Tage später startete der Gaumeister aus Bayern mit einem 4:1-Auswärtserfolg gegen den Warnsdorfer FK in die Endrunde um die deutsche Meisterschaft. Gorski erzielte auf Linksaußen zwei Tore. Das erste Endrundenheimspiel trug man am 16. April in Bamberg vor 15.000 Zuschauern gegen den Dresdner SC aus. Gorski zeichnete sich als Torschütze zum 1:0-Erfolg gegen die Mannen um Willibald Kreß, Walter Kreisch, Walter Dzur und Helmut Schön aus. Beim 4:2-Sieg gegen Warnsdorf im Rückspiel, traf er zum vierten Mal in der Endrunde in das gegnerische Tor. Am 7. Mai trug Dresden das entscheidende Heimspiel um den Gruppensieg gegen Schweinfurt vor 40.000 Zuschauern in Chemnitz aus. Gorski kam zu keinem Torerfolg und der DSC setzte sich mit einem 1:0-Sieg durch und entschied damit punktgleich – beide je 6:2 Zähler – mit dem Bayernmeister durch das bessere Torverhältnis – 9:3 Dresden und 9:4 Schweinfurt –, den Kampf um den Gruppensieg für sich.
In den Jahren 1938 und 1939 wurde Gorski zu mehreren Spielen in die Gauauswahl von Bayern berufen. Er spielte für Bayern im Rahmen des Deutschen Turn- und Sportfestes im Juli 1938 in Breslau und Umgebung wie auch im Wettbewerb des Reichsbundpokals 1938/39 gegen Hessen und Sachsen. Beim Halbfinalerfolg am 5. Februar 1939 in München gegen Sachsen erzielte er in der 110. Spielminute in der Verlängerung den 2:1-Siegtreffer.

### Oberliga Süd, 1945 bis 1953
Nach dem Ende des Zweiten Weltkriegs wurde in Süddeutschland bereits am 4. November 1945 mit dem ersten Spieltag die Fußball-Oberliga Süd gestartet. Am 14. Oktober hatten die Schweinfurter schon zu einem Freundschaftsspiel beim 1. FC Bamberg gastiert. Nach 30 Spieltagen belegten die Mannen um Gorski, Kitzinger, Kupfer und Jakob Lotz mit 33:27 Punkten den siebten Rang in der Debütrunde 1945/46. Als Nürnberg 1946/47 in der aus 20 Vereinen bestehenden „Mammut-Liga“ mit 13 Punkten Vorsprung und dem Torverhältnis von 108:31 überlegen vor dem SV Waldhof die Südmeisterschaft holen konnte, belegte Schweinfurt den neunten Rang. Am 35. Spieltag hatten die „Schnüdel“ am 15. Juni 1947 vor 14.000 Zuschauern dem Meister mit einem 2:2-Remis einen Punkt abgenommen. Fritz Käser hütete zuverlässig bei der Heimelf das Tor, die Läuferreihe mit „Ander“ Kupfer, Karl „Molli“ Kupfer und Albin Kitzinger versuchte neben der Defensivarbeit noch die Offensive um Jakob Lotz, Robert Bernard und Paul Gorski zu unterstützen.
In der Saison 1947/48 belegte Schweinfurt den 13. Platz. Gorski hatte 32 Ligaspiele absolviert und sechs Treffer erzielt. Mit 49 erzielten Toren konnten sich die Unterfranken aber nicht mit dem Angriff der Saison, dem Sturm der Stuttgarter Kickers, messen. In der 20er-Staffel erzielten die „Blauen“ 113 Tore und belegten damit den dritten Rang im Süden. Kurt Lauxmann (26), Edmund Conen (18), Siegfried Kronenbitter (13), Helmut Schmeißer (11) und Günter Soßna (11) waren die erfolgreichsten Schützen der Kickers.
In der Runde 1950/51 führte die „Kupfer-Elf“ nach dem 3:0-Heimsieg im Nachholspiel am 12. November 1950 gegen den FC Singen 04, wo Ernst Willimowski im Angriff spielte, mit 17:7 Punkten die Tabelle in der Oberliga Süd an, verlor aber sieben Tage später, am 19. November, die Tabellenführung durch eine 1:2-Heimniederlage gegen Schwaben Augsburg an die punktgleichen Konkurrenten 1. FC Nürnberg und die SpVgg Fürth. Nach der Vorrunde stand Schweinfurt mit 22:12 Punkten auf dem vierten Rang. Am 24. Februar 1951 trotzten Gorski und Kollegen dem Meister 1. FC Nürnberg im Willy-Sachs-Stadion vor 20.000 Zuschauern ein 1:1-Remis ab. Gorski absolvierte 32 Ligaspiele und erzielte als linker Außenläufer ein Tor. Am Rundenende belegte Schweinfurt den siebten Rang. Erstmals etablierte sich mit Fritz Meusel, er schoss für die Grün-Weißen 23 Tore, ein Offensivspieler von Schweinfurt in den vorderen Rängen der Süd-Torschützenliste. Mit elf Stammspielern – Fritz Käser (30), Josef Morgenroth (34), Paul Hippler (24), Andreas Kupfer (32), Ludwig Merz (32), Paul Gorski (32), Karl „Molli“ Kupfer (33), Gotthardt Geyer (28), Fritz Meusel (34), Herbert Fischer (33) und Jakob Lotz (33) – wurde diese Runde bestritten.
Das folgende Jahr, 1951/52, brachte fast den Abstieg. Der Senior erzielte vier Treffer in 26 Ligaspielen. Insgesamt stellten die 05er mit 32 Treffern die schwächste Offensive der Liga und konnten gerade noch die zwei Absteiger Schwaben Augsburg und den Mannheimer Stadtteilklub VfL Neckarau rettend hinter sich lassen. In seinem achten Oberligajahr 1952/53 führte der Weg der 05er in der Tabelle nach vorne, Schweinfurt belegte den fünften Rang. Sein letztes Oberligaspiel bestritt Gorski am 18. April 1953 bei einem 1:1-Heimremis gegen München 1860. Mit Ludwig Merz und Walter Lang bildete er die Läuferreihe. Auf dem linken Flügel stürmte jetzt Erwin Aumeier. Der 39-jährige Routinier beendete im Sommer 1953 nach insgesamt 223 Spielen in der Oberliga Süd mit 35 Toren für Schweinfurt 05 seine Laufbahn.
Nach seiner Spielerlaufbahn war Gorski als Trainer tätig, unter anderem bei den Würzburger Kickers, dem FV 04 Würzburg und dem 1. FC 06 Bad Kissingen.